# 12e régiment de ligne
Le 12e régiment de ligne (en néerlandais: 12de Linieregiment) était une unité d'infanterie de la force terrestre des forces armées belges. C'est le régiment le plus cité de l'armée belge.

## Histoire

### Origines et révolution belge

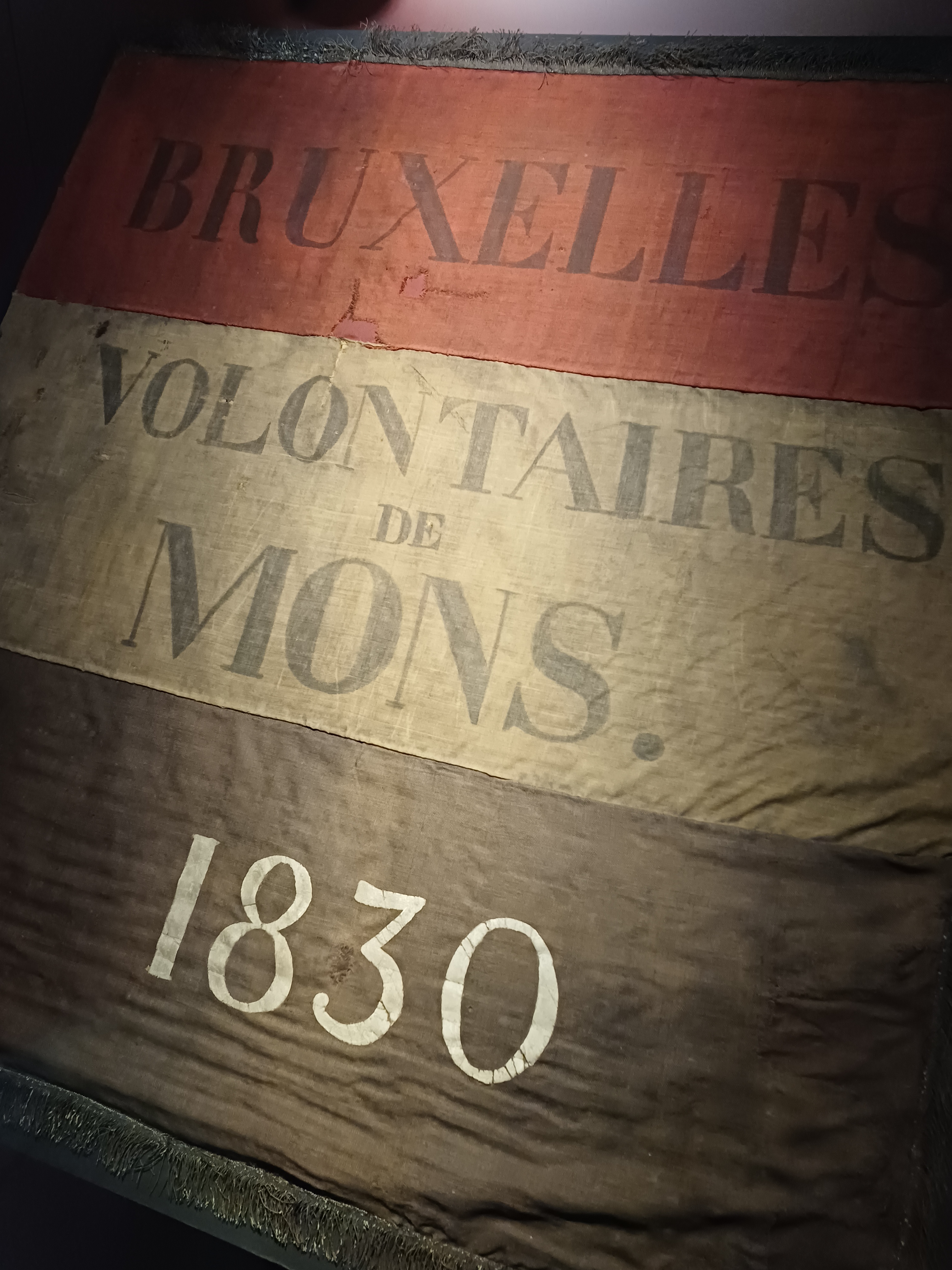
Drapeau du corps des volontaires de Mons, venus soutenir la révolution belge à Bruxelles en 1830, et plus tard intégrés au 12e régiment de ligne.

Le régiment est créé pendant la guerre belgo-néerlandaise par un arrêté du régent datant du 30 mars 1831. Contrairement aux autres régiments d'infanterie, créés par un arrêté du 16 octobre 1830, le « 12e de ligne » n'est pas directement issu de l'une des dix-huit anciennes afdeeling des forces armées du Royaume uni des Pays-Bas, mais il regroupe plusieurs corps de volontaires de la révolution belge de 1830. En effet, dès le début de l'insurrection de 1830 dans les Pays-Bas méridionaux, des volontaires accourent de partout vers Bruxelles pour prendre part à la révolution, particulièrement, lors des Journées de Septembre. Après avoir chassé l'armée du Prince Frédéric de la capitale et proclamé l'indépendance de la Belgique, une première organisation de la nouvelle armée belge est confiée à Lambert Nypels. Ils organise l'infanterie en trois brigades et c'est essentiellement de la deuxième brigade que les troupes du futur « 12e de ligne » sont issues, particulièrement : 
- les Chasseurs verts
- les volontaires de Diest et de Malines, formant le 1er bataillon de corps francs
- le bataillon de corps-franc de Namur et les compagnies de Liège et de Bruxelles formant, le 2e bataillon de corps francs
- les compagnies de Mons, Braine-l'Alleud, Jemappes, Baisy-Thy, Nivelles, Charleroi, Soignies, Leuze-en-Hainaut, Courtrai et Renaix, formant le 4e bataillon de corps francs, appelée aussi la Légion wallonne
- les compagnies d'Ath et de Grammont formant le 6e bataillon de corps francs
- la légion belge parisienne

Durant la campagne des 10 jours, il fait partie de la 3e brigade de l'Armée de l'Escaut. Il participe aux combats à Kapellen les 3 et 4 août. À Brasschaat, il est en soutien au 1er régiment de ligne le 5 août.
Il combat encore à Bekkevoort les 9 et 10 août et à Boutersem le 11 août.

### Première guerre mondiale

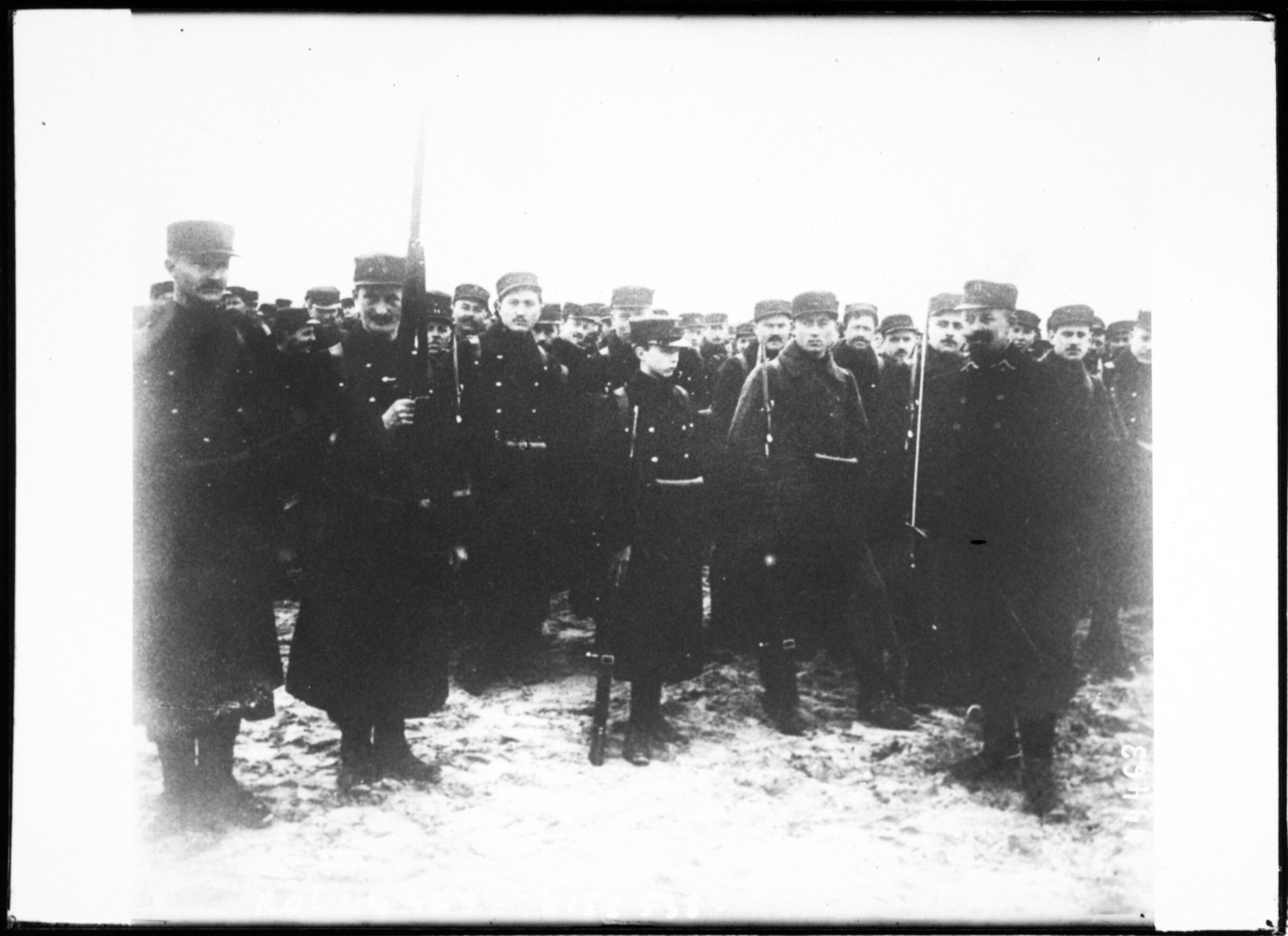
Le prince héritier Léopold incorporé (symboliquement) au de ligne, 5/4/1915.

Il forme avec le 32e régiment de ligne, régiment issu de son dédoublement, la 12e brigade mixte de la 3e division d'armée qui est positionnée sur la position fortifiée de Liège. Le 4 août 1914 vers 13h00, à Visé, le 2e bataillon aux ordres du major Charles Collyns est la première unité belge à combattre. Dans la nuit du 5 au 6 août, il repousse l'ennemi sur les hauteurs du Sart-Tilman. Le 2e bataillon se distingue au pont de Wandre à Herstal, en capturant le premier drapeau allemand, celui du 89e régiment de grenadiers (de) et faisant 400 prisonniers. Après la chute de Liège, il bat en retraite sur la position fortifiée d'Anvers où il participe aux sorties.
Durant la bataille de l'Yser, le régiment est positionné à Dixmude qu’il tient du 16 au 26 octobre 1914, malgré quarante assauts du 22e corps de réserve allemand et d’un bombardement d’une violence inouïe.
Il y laisse le tiers de son effectif. Le 5 avril 1915, le Roi Albert confie au régiment son fils, le futur roi Léopold III pour qu'il y suive sa formation militaire.
Le 17 avril 1918, le régiment est stationné dans le secteur de Merckem où il tiendra vaillamment tête aux multiples assauts de l’adversaire.
Durant l'offensive finale de septembre 1918 le régiment se couvre de gloire à Schaapbalie, Stadenberg, Roulers et Lendelede et atteint la Lys.
Environs 38 officiers et 1 400 sous-officiers, caporaux et soldats du régiment sont tombés au champ d’honneur.

### Entre-deux-guerres
Il est choisi pour participer au Défilé de la Victoire de Paris le 14 juillet 1919, et à la parade de la Victoire à New-York (WWI Victory parade) le 10 septembre 1919.

### Seconde guerre mondiale
Le régiment est mobilisé le 25 août 1939 et fait partie de la 3e division d'infanterie.
Au 10 mai 1940, il est intégré à la position fortifiée de Liège et défend avec la 2e division d'infanterie un grand arc de cercle sur la rive est de la Meuse. Les unités occupent des fortifications situées entre les forts entourant la ville de Liège au nord de la Vesdre sur la ligne PFLII. Ces positions sont une dernière fois modifiées le 27 avril :
- Le poste de commandement du régiment est installé dans la maison communale de Queue-du-Bois,
- Le 1er bataillon forme le second échelon et a son poste de commandement à Moulins-sous-Fléron. Du nord au sud se trouvent la 3e compagnie à Queue-du-Bois, la 1re compagnie à Moulins-sous-Fléron et la 2e compagnie à La Neuville.
- Le 2e bataillon se trouve en première ligne à proximité de Retinne.
- Le 3e bataillon se trouve sur la rive gauche à Herstal et forme la réserve de la 3e division. Les 9e et 10e compagnies cantonnent sur le terrain de la Fabrique Nationale. La 11e compagnie est abritée dans la fabrique abandonnée Sépulchre. À la suite d'une alerte, la 9e compagnie doit aller se poster sur la rive de la Meuse entre les ponts de Coronmeuse et de Wandre. Les autres compagnies de fusiliers doivent occuper l’Île de Monsin. La 12e compagnie est responsable de la protection anti-aérienne de l'état-major du 3e corps d'armée à la Citadelle.
- Le 4e bataillon est en première ligne également autour d'Evegnée.

Le peloton d'éclaireurs est détaché auprès du 1er régiment de cyclistes-frontière pour la surveillance de la frontière belgo-allemande à l'est de Liège.

#### 10 mai
L’alerte est donnée à 00h30. L’état-major du régiment rejoint dès lors sa position de guerre dans les galeries de la mine des Quatre-Vents.
Le 3e bataillon est retiré de sa position de réserve et doit compléter la 10e compagnie avec un peloton de mitrailleurs de la 12e compagnie en l’envoyant vers l’Île Monsin. L’état-major et les 2 pelotons de mitrailleurs restant de la 12e compagnie sont déployés sur la citadelle pour assurer sa défense anti-aérienne. Le reste du bataillon rejoint La Préalle.
Beaucoup de soldats sont en permission, mais fort heureusement, c’est un régiment dont le recrutement est local et il ne faut pas attendre longtemps pour que les premiers permissionnaires rejoignent leur unité.
Quelques-uns des mitrailleurs lourds de la 13e compagnie sont placés sur les hauteurs de la Chartreuse et sont utilisés en renfort de la défense antiaérienne. Durant la matinée, de nombreux avions allemands survolent Liège avec pour cibles les forts l’entourant. Le régiment se prévaut d’avoir abattu 4 appareils ennemis. Le reste de la journée demeure relativement calme. Le peloton d’éclaireurs se retire tôt le matin d’Eupen pour Verviers et Lambermont. Durant l’après-midi, les cyclistes arrivent près du régiment à Liège. Le premier groupe de combat du peloton est cependant resté sur place dans la caserne d’Eupen et est fait prisonnier.
Dès 20h00, le grand Quartier Général diffuse l’ordre d’abandonner la position fortifiée de Liège. Maintenant que les allemands ont traversé le canal Albert au nord de Liège et que la 7e Division d’Infanterie (2e régiment de Grenadiers, 2e régiment de Carabiniers et 18e régiment de ligne) s’est disloquée, ils menacent d’encerclement le 3e corps d’armée à Liège. La 3e Division d’Infanterie doit, de Liège, se rendre sur la rive gauche de la Meuse tandis que la 2e Division d’Infanterie doit se rendre sur la ligne KW.

#### 11 mai
Durant la nuit du 11 au 12 mai, les derniers éléments des 1er et 2e bataillons quittent leurs positions entre la ligne de forts et se retirent par les ponts sur la Meuse vers l’ouest. Auparavant, ils effectuent des destructions. Une partie de la 8e compagnie qui n’a pas reçu l’ordre de repli ne l’exécutera que sur sa propre initiative plus tard dans l’après-midi et arrivera le 12 mai dans les environs de Marche-les-Dames.
Le gros du régiment prend ses nouvelles positions sur la rive gauche de la Meuse entre le pont de Wandre (protégé par le 1er régiment de ligne) au nord et le pont de Coronmeuse (inclus). Son aile sud est ainsi protégée par le 25e régiment de ligne.
L’état-major du régiment ainsi que celui du 4e bataillon, de la 13e compagnie et un peloton de mitrailleurs s’installe au château de Bouxthay.
Le 3e bataillon a son poste de commandement dans la fabrique FN à Herstal et couvre la zone entre le pont de Wandre et celui de Marexhe :
- La 9e compagnie prend place entre les portes sud de l’écluse et le pont de Marexhe.
- La 10e compagnie forme le second échelon entre le pont de Wandre et les portes nord de l’écluse de l’île Monsin. Le peloton restant de la 11e compagnie garde l’écluse.
- La 11e compagnie (un de ses pelotons excepté), forme le premier échelon et occupe les bunkers de l’île Monsin.

Le bataillon reçoit le renfort d’un peloton canons anti-chars C47 et d’un peloton de mortiers M76.
- Le 1er bataillon a son poste de commandement dans le château de Bernalmont et occupe la zone entre le pont Marexhe et celui de Coronmeuse.
- La 1re compagnie est répartie le long du Quai de Wallonie
- La 2e compagnie est placée autour du pont Marexhe
- La 3e compagnie garde le pont de Coronmeuse.

Le bataillon reçoit le renfort d’un peloton canons antichars C47 et d’un peloton de mortiers M76 mais aussi de 2 pelotons de mitrailleurs de la 13e compagnie.
En dehors de ces mouvements, le second jour de guerre pour les 1er, 2e et 3e bataillons se passe sans incident.
La population civile de Liège a, pour la majorité, quitté la ville. L’île Monsin est rapidement, dans l'après-midi, évacuée par la 11e compagnie en prévision de la destruction des ponts sur la Meuse. La compagnie se place au repos dans le quartier de La Ruche. L’état-major du régiment reçoit à 16h30 via le lieutenant Materne, officier de liaison pour la 3e division d’infanterie, la mission d’évacuer Liège
L’état-major de la division donne l’ordre fautif de se retirer durant la nuit du 11 au 12 mai sur une distance de 40 km en direction d’Hannut et Tirlemont. Le 3e corps d’armée confirme la direction du repli vers le sud-ouest et que les unités doivent se diriger vers Namur mais l’état-major de la 3e division d’infanterie ne peut transmettre l’ordre au 12e de ligne car les lignes téléphoniques ont été coupées au niveau du fort de Lantin. Le colonel Gérard a, de plus, quitté son poste de commandement pour transmettre en personne l’ordre de marche aux 1er et 3e bataillon. Le colonel distribue les ordres nécessaires pour que son régiment atteigne Hannut en suivant la Meuse jusque Seraing puis passant par Les Awirs, Saint-Georges et Vinalmont. Le départ est fixé à 18h30 et le colonel se rend directement au point de départ au pont de Coronmeuse pour observer la manœuvre. Le sous-lieutenant Herbillon, du peloton d’éclaireurs, est mis au courant à 18h45 de la destination correcte. Le reste du régiment reçoit le bon ordre de marche à 21h30. Le point de départ de l'étape est fixé à Glain et le nouvel itinéraire passe par Montegnée, Les Awirs, Stockay, Jehay-Bodegnée, Villers-le-Bouillet, Vinalmont et Moha vers Oteppe sur la rive sud de la Méhaigne. Le départ est prévu pour 02h30.
À cause de cette erreur, le régiment s’est dispersé.
Le personnel administratif et de liaison de l’état-major régimentaire et du 4e bataillon qui dispose d’un vélo part avec le reste du groupe cycliste du peloton d’éclaireurs et une partie du charroi entre 17h00 et 18h00 en direction de Hannut. Ce détachement atteindra la ville dans le courant de la nuit. Le commandant Decortis, de la 15e compagnie, laisse ses hommes cantonner. Les sous-lieutenants Van Craen, De Coune et Reuter sont, ensemble avec le drapeau régimentaire, envoyés vers Hannut dans un véhicule. Ils arrivent en ville à 20h00 et sont renvoyés vers Gembloux par un officier d’état-major du 1er corps d’armée. Ils ne retrouveront leur régiment que 4 jours plus tard, le 15 mai à Poeke.
Sur ordre du colonel Gérard, le reste du 12e de ligne part avant l’heure prévue. En effet, le colonel est conscient qu’il reste 40 km à parcourir pour atteindre Oteppe et qu’un départ tard dans la nuit signifierait qu’ils ne pourraient profiter du couvert de l’obscurité que durant la première partie du trajet. Le commandant du régiment veut ainsi éviter au maximum le risque d’une nouvelle attaque aérienne. Le régiment passe le pont de Fragnée dans le sillage du 1er régiment de ligne vers 22h45. Le gros de la colonne y prend comme prévu la direction de la gare des Guillemins mais un détachement sous les ordres du commandant Gascard et composé de la 9e compagnie, d’un peloton de la 12e compagnie, d’un peloton de la 13e compagnie et du peloton médical du 3e bataillon suivent le 1er régiment de ligne qui longe par erreur la rive de la Meuse en direction de Huy.

#### Le2ebataillon
Le 2e bataillon se place en réserve pour la division à Alleur où il est rattaché à un groupement temporaire composé de quatre bataillons d'infanterie sous le commandement du 1er régiment de ligne. Ce regroupement doit former le deuxième échelon de la nouvelle position sur le plateau dominant la Meuse, entre Grâce-Berleur et Liers. Les bataillons sont répartis comme suit:
- le 2e bataillon du 25e régiment de ligne de Grâce-Berleur à la route de Liège à Saint-Trond (RN3)
- le 2e bataillon du 12e régiment de ligne de la route de Liège à Saint-Trond jusqu'au passage à niveau au sud-est de l'église de Rocourt.
- le 1er bataillon du 1er régiment de ligne depuis ce passage à niveau jusqu'au centre de Rocourt
- le 3e bataillon du 1er régiment de ligne de Rocourt à Liers

Le IIIe Corps d’armée constate à juste titre que son flanc nord est de plus en plus menacé. Pour couvrir ses flancs, le IIIe Corps envoie à 10h00 les 1er et 3e bataillon du 1er régiment de ligne ainsi que le 3e bataillon du 1er régiment de cyclistes-frontière sous le commandement du colonel Barthélemy renforcer le flanc nord en prenant position le long du Geer, entre le village de Glons et le hameau de Pierreux à l'est de Bassenge. Le 2e bataillon du 12e de ligne est ajouté à ce groupement à 12h30 et envoyé vers Voroux-lez-Liers.
Entre 13h00 et 15h00, le 2e bataillon est complètement coincé entre Lantin et le cimetière de Voroux en raison des actions soutenues de la Luftwaffe qui blessent 2 soldats et détruisent une camionnette. Après un autre raid aérien vers 16h00, le bataillon ne peut plus avancer. À 21h00, le major Rigal prend position lorsque vient le message que les chars allemands approchent de Tongres:
- En première ligne, la 7e compagnie se place sur la Chaussée de Tongres entre Lantin et Voroux et la 6e compagnie au nord du village de Voroux.
- En seconde ligne, la 5e compagnie se place le long de la Chaussée de Tongres face vers l’ouest pour contrer une éventuelle attaque sur le flanc.

Le Major Rigal supervise la position depuis une habitation sise le long ce la chaussée.
Vers 22h30, la 7e compagnie ouvre le feu sur une colonne du 1er régiment de lanciers qui se rendait à Tongres. Cet incident fait 2 morts, un blessé mortel et 2 blessés légers chez les lanciers.
Le gros de la 12e compagnie continue à assurer la défense anti-aérienne de la citadelle de Liège.

#### 12 mai
Le détachement Decortis atteint Hannut le matin du 12 mai. Il y est rattrapé par l'ennemi et dépose les armes. Le capitaine-commandant Decortis, les sous-lieutenants Herbillon, Bastin et Jansen et l'aumônier Van Zuylen sont ainsi fait prisonniers avec une centaine d'hommes. Le gros du matériel de transmission du régiment est perdu. Du peloton d'éclaireurs, il ne reste plus que le groupement tactique avec les motos.
Les camions avec le personnel de ravitaillement à Hannut arrivent à 22 heures dans la nuit du 11 au 12 mai, menés par le sous-lieutenant de Coune. Ce-dernier ne parvient pas à retrouver son régiment, mais prend contact avec le peloton de reconnaissance du 25e régiment de ligne, qui lui confirme qu'il continuera vers Namur. Il hésite à suivre le même itinéraire et essaie de joindre l'état-major du 3e corps d'armée par téléphone à la maison communale. Finalement, il décide à 6h30 de faire partir son détachement pour Namur. Cela permettra aux soldats d'échapper à la capture.
Le détachement atteint donc Namur aux alentours de 9h00. Là, le sous-lieutenant de Coune se présente au commandement de la place dans l'espoir de retrouver son régiment mais il est renvoyé avec ses hommes vers Gembloux. 3 heures plus tard, arrivé dans la ville, il n'y trouve qu'un officier des Gardes de Voies de Communication et d’Établissements. Ce dernier croit savoir que le 3e corps d'armée se rassemble à Wavre. Le groupe s'y rend mais n'y trouve que de petits groupes de soldats perdus appartenant au 3e corps d'armée. Ceux-ci sont rassemblés et embarquent dans des camions avec le détachement pour retourner sur Nivelles à la demande du commandement de la place de Wavre.
Nivelles est alors en majeure partie occupée par les troupes de l'armée française. Le sous-lieutenant de Coune et son détachement sont promptement placés sous commandement français, et sommés d'attendre de nouveaux ordres sur place.

#### État-major
Le 3e bataillon en tête, le régiment se retire de la ville de Liège. Lors de la montée depuis la vallée de la Meuse, les colonnes s'étirent davantage et les 3e et 1er bataillons se perdent de vue brièvement. Qui plus est, les compagnies sont traversées par toutes sortes de groupes de civils et de militaires qui veulent déguerpir au plus vite. Le trajet est très lent. Le colonel Gérard attend désespérément ses troupes aux Awirs et craint le pire alors que, à 05h00, la colonne est encore 3 km plus au nord. Le régiment a déjà deux heures et demie de retard par rapport à l'horaire prévu et a complètement perdu l'avantage de son départ anticipé. Le colonel, accompagné du commandant Callens et du lieutenant Delvaux, fonce alors sur Villers-le-Bouillet, 13 km plus au sud, et attend à nouveau quelque temps. Les trois officiers se rendent ensuite à Oteppe via Longpré à la recherche de leur régiment. L'état-major arrive enfin à Namur vers 11h et ne reverra le régiment qu'en fin de journée. Le colonel Gérard installe son nouveau quartier général au Château des Balances à Salzinnes.
Les colonnes du 12e de ligne se dispersent bientôt à cause du chaos sur les routes. Les bataillons perdent leurs compagnies et les compagnies perdent leurs pelotons. Ce qui aurait dû être une retraite organisée se transforme bientôt en une fuite misérable et confuse de Liège. Beaucoup de retardataires sont rattrapés par l'ennemi alors qu'ils traversent la Hesbaye. Tout au long de la journée, des groupes de soldats se rendent aux avant-gardes allemandes. De nombreux hommes et beaucoup de matériels sont ainsi perdus.
L'état-major de la 3e division d'infanterie arrive à Lavoir dans l'après-midi et reçoit l'ordre du 7e corps d'armée de regrouper la division dans une zone comprise entre Temploux, Franière, Floreffe et Malonne à l'ouest de Namur. Le Haut-Commandement belge décide d'évacuer la 3e division d'infanterie en Flandre occidentale et de la placer en réserve. La division a perdu toute cohésion lors de la retraite et a un besoin urgent de réorganisation pour pouvoir de nouveau combattre. Le départ s'effectuera via Charleroi où la division embarquera sur des trains. Le quartier général de la division se déplacera rapidement et s'installera dans le château de Mme De Roo-Jans à Doomkerke à Ruislede le 14 mai.
Les premières troupes du régiment qui atteindront le château des Balances à Salzinnes comprenaient une partie de la 12e compagnie et les troupes sanitaires.

#### 1erbataillon
Le bataillon marche via Les Awirs et Stockay jusqu'à Warfusée. Il s'y arrête vers 09h00 dans le parc du château du même nom. Les troupes restent sur place pendant environ deux heures car, après avoir été la cible de tirs d'avions ennemis, il est décidé de reprendre la route. Le peloton de canons antichars C47 a déjà abandonné son artillerie. Le major Cassart décide qu'ils sont trop au nord et envoie le bataillon vers Ampsin et la Meuse. Le bataillon arrive face à Huy vers 13h00. Cassart fait s'y arrêter le bataillon tout en cherchant la meilleure façon de rejoindre Oteppe. Alors qu'il n'y a toujours pas de nouveau plan à 19 heures et qu'il devient de plus en plus clair que le génie français va détruire tous les ponts restants sur la Méhaigne, le major décide d'oublier Oteppe et de se rendre plutôt à Namur. Le bataillon franchit la Méhaigne par le pont de Statte. À l'exception des canons antichars perdus et de quelques soldats isolés, ce bataillon est plus ou moins complet.

#### Détachement Rigal (3ebataillon)
Lorsque le major Rigal traverse Bierset à l'aube, il ne lui reste que la 11e compagnie, un peloton de la 13e compagnie et une section de la 14e compagnie. Toutes les autres unités sont ailleurs. Il a néanmoins pu récupérer quelques soldats perdus des 2e et 4e bataillons en cours de route. Le major trace un itinéraire via Noville et la route de Tongres à Amay. Lors du passage à Voroux-Goreux, un deuxième peloton de la 13e compagnie est récupéré. La route rectiligne d'Amay est cependant rapidement abandonnée pour échapper à la vue de l'aviation ennemie. Le bataillon doit dès lors marcher vers Oteppe via Haneffe, Verlaine, Fize-Fontaine, Warnant et Fumal.
Au pont sur la Yerne à Haneffe, la colonne est dépassée par cinq blindés allemands. Cependant, l'ennemi n'engage pas le combat et à 08h00 le détachement atteint Fize-Fontaine. Là, le major Rigal retrouve le détachement du commandant Gascard. Les colonnes rassemblées se pressent à partir vers à Warnant.
Mais moins de 15 minutes plus tard, le 3e bataillon est à nouveau attaqué par la Luftwaffe et approché par des blindés ennemis. Durant les trois heures suivantes, les compagnies sont bombardées à la fois par les airs et par le sol. La route vers Warnant est définitivement bloquée et le major Rigal envoie ses troupes vers le sud en direction de Huy. Les Allemands ne sont pas intéressés par la poursuite du combat et veulent seulement couvrir le flanc sud-ouest de leur avance à travers la Hesbaye. Le contact peut donc être rompu sans problème et le 3e bataillon échappe à la capture. L'incident fait cinq morts et une vingtaine de blessés.
La colonne se scinde à nouveau en deux, cette fois sur ordre du major Rigal qui veut à tout prix éviter une nouvelle attaque de la Luftwaffe.

#### 2ebataillon
La retraite du deuxième bataillon est encore plus difficile. Il ne traverse les Awir que vers 8 heures du matin et n'a toujours pas pu suivre le régiment. De plus, les 6e, 7e et 8e compagnies du bataillon ont été complètement détruites de sorte qu'il ne reste que l'état-major et la 5e compagnie. Le reste des hommes a tenté en vain de se frayer un chemin pour sortir du chaos mais sera capturé ce jour même. Comme si cela n'était pas suffisant, la 5e compagnie doit également battre en retraite. Vers 14h30, les rescapés peuvent rejoindre le 3e bataillon à Halbosart. Huy est dépassé vers 16 heures.
Le poste de commandement du régiment est en fin de journée à Salzinnes près de Namur. La plupart des détachements des unités qui peuvent encore rester groupés sont rassemblées à Namêche. Plusieurs compagnies sont dispersées sur les routes en direction de Namur.

### 13 mai
Dans la matinée, le commandement du régiment se déplace de Salzinnes vers la maison communale de Malonne au sud-ouest de Namur. Le colonel Gérard y attendra ses troupes et tentera de rassembler le régiment en vue d'une nouvelle retraite.
Le major Cassart et son bataillon marchent vers Namêche et sont interceptés peu avant 04h00 du matin par le lieutenant Willems de Ladersous qui leur transmet l'ordre de rejoindre Suarlée immédiatement. Cependant, Cassart juge que ses hommes ont un besoin urgent de repos et les fait s'arrêter à Namêche.
Les unités restantes, après un court repos dans l'après-midi, se remettent en mouvement les unes après les autres. Ce qui reste du 3e bataillon quitte Namêche vers 13 heures. D'autres unités reprendront la fatigante marche vers le sud-ouest dans les heures suivantes. Les hommes marchent sur deux rangs, à gauche et à droite des bords de la route. À l'arrière, les fourgons à bagages et les caissons avec les mitrailleuses sont tirés par des chevaux espacés d'environ 50 mètres. Les hommes ont placé des mitrailleuses Maxim comme défense anti-aérienne sur certains caissons.
Les avions allemands mitraillent et bombardent régulièrement les troupes et font quelques victimes supplémentaires et détruisent quelques véhicules. Les soldats et les chevaux montrent des signes de fatigue. Certains hommes se débarrassent de pelles et d'autres pièces d'équipement. D'autres encore utilisent des vélos abandonnés, même avec des pneus crevés, pour transporter leur matériel plus loin.
L'un après l'autre, les détachements arrivent à Malonne. Le 1er bataillon est le plus intact et traverse Namur sous les applaudissements nourris de la population locale et des troupes françaises. Ce bataillon veut rejoindre Malonne mais est dérouté vers Temploux si bien qu'une chance de rassembler le régiment est manquée.
À la fin de la journée, la situation est la suivante :
- le 1er bataillon et le peloton sanitaire du 3e bataillon ont été déroutés vers Temploux.
- le 2e bataillon a été réduit à une fraction de son état-major et de la 7e compagnie. Il se trouve à Malonne.
- le 3e bataillon a récupéré une partie des 13e et 15e compagnie en cours de route et a lui-même perdu plusieurs pelotons des 10e et 12e compagnie et se trouve également à Malonne.

La journée se termine par de nouveaux ordres de marche pour le 14 mai : le régiment doit se rendre à Fleurus via Buzet, Fosses et Tamines.
Les camions du ravitaillement menés par le sous-lieutenant de Coune sont toujours à Nivelles. De Coune tente de négocier avec des officiers de l'armée française sur le sort de son détachement, mais cela ne conduit pas à un nouveau déploiement. Les soldats français croient que les Belges sont coupables d'abandon de poste et font garder la cour du Collège Sainte-Gertrude. Les hommes passent une seconde nuit à Nivelles.

### 14 mai
La retraite des détachements se poursuit cette nuit-là en direction de Charleroi. Il n'y a pas de ravitaillement, la troupe doit se débrouiller pour se nourrir et se loger. Il y a à nouveau d'importants groupes de retardataires.
Le détachement avec le 1er bataillon et le personnel médical du 3e bataillon arrive à Fleurus à 04h30 et monte immédiatement à bord d'un train en attente dont le départ est donné à 08h00
Le reste des détachements en provenance de Namur arrive à Tamines vers 10 heures du matin et y doivent également embarquer dans un train. Ce groupe comprend l'état-major du régiment, quelque 300 hommes du 2e bataillon et les unités restantes du 3e bataillon. Leur train part juste après 16h00.
Un dernier groupe organisé autour du Commandant Maréchal avec des hommes des 5e, 6e, 7e et 8e compagnies atteint Lambusart au nord-est de Charleroi tôt ce matin-là. Les colonnes entrent dans la commune en direction de la gare pour y prendre également le train. Des soldats français viennent d'arriver à Lambusart et leur train avec du matériel et des munitions n'a pas encore été déchargé. Des avions ennemis se pointent, obligeant les Belges à s'abriter dans les maisons et caves. En très peu de temps, les wagons avec leur chargement sont renversés. Les maisons et les rues avoisinantes sont durement touchées. Le détachement quitte le village immédiatement pour se cacher dans les environs car une deuxième attaque est attendue.
Le sous-lieutenant de Coune et le ravitaillement du régiment sont toujours à Nivelles et sont gardés par l'armée française.

### 15 mai
Le 1er bataillon arrive à Beernem à 08h00. Les hommes restent sur place toute la journée et passent la nuit dans la région.
Le groupe composé de l'état-major régimentaire et des 2e et 3e bataillons s'est retrouvé coincé dans un accident de train entre Denderleeuw et Erembodegem dans la nuit du 15 au 16 mai. Un train a percuté un camion-citerne et l'incendie a détruit la locomotive. Le train peut être secouru quelques heures plus tard par une nouvelle locomotive à vapeur et entre à Aalter vers 18h00. Les hommes marchent vers Ruiselede et y cherchent des cantonnements pour la nuit.
Le détachement du commandant Maréchal réussit à quitter Lambusart et se dirige vers Bruxelles.
Les troupes françaises s'apprêtent à quitter la ville de Nivelles. Le sous-lieutenant de Coune et ses soldats sont pris vers 13h30 sous un raid aérien allemand sur la ville. L'attaque durera une bonne heure, mais heureusement il n'y a pas de dégâts. Dès que la Luftwaffe disparut, il apparaît que la plupart des unités françaises ont effectivement abandonné la ville. Le détachement de Coune est de nouveau libre de son propre destin. La gendarmerie belge a également quitté la ville. Une équipe de quatre pompiers tente de lutter contre les nombreux incendies dans le centre-ville. De Coune décide de laisser ses hommes aider pendant quelques heures, et laisse finalement sa colonne partir en début de soirée pour Grimbergen, où la 3e division d'infanterie serait cantonnée.
Cette information s'avère incorrecte. De Coune apprend que la division serait en route vers Aalter et se dirige alors vers l'ouest.

### 16 mai
Le voyage en train du commandant Maréchal et de ses hommes est très lent. Le matin, le train traverse le Brabant. Dans les hameaux le long de la voie ferrée où passe le train, il y a des civils qui saluent les fantassins. Le train rejoint via Grand-Bigard, la ligne vers Gand et Bruges et arrive à Beernem le matin. De là, ils rejoignent Ruiselede à pied.
L’état-major du régiment trouve refuge dans le château de Poeke. Les hommes sont répartis entre Ruiselede et Poeke :
- le 1er bataillon se voit attribuer la zone entre Ruiselede et Poeke
- les 2e et 3e bataillons occupent des cantonnements à Ruiselede
- le quartier-général de la division est basé à Bellem

Le détachement De Coune peut finalement retrouver le 12e de ligne à Aalter.

### 17 mai
Un grand groupe de retardataires, dirigés par le lieutenant Collette, arrive à Poeke. Les hommes avaient manqué le train de Fleurus et se rendaient seuls en Flandres avec des vélos réquisitionnés.
De nombreux hommes manquent toujours à l'appel. Les pelotons, sections et groupes sont réorganisés et assemblés. Le régiment est redéployé en trois bataillons de quatre petites compagnies chacun. Chaque nouvelle compagnie se voit attribuer deux pelotons de fusiliers, un peloton de mitrailleuses, un canon antichar C47 et un mortier M76. Le 4e bataillon est dissous.

### 18 mai
Le régiment est réorganisé et est à ce moment composé de deux bataillons d'infanterie et d’un troisième bataillon d'armes lourdes.

### 19 mai
Le régiment reste à Ruiselede et Poeke. La journée est consacrée au regroupement des troupes et à l'acquisition de nouveaux équipements. Des groupes de soldats continuent d'arriver: un groupe provenant de la 6e compagnie se rend à vélo à Poeke dans l'après-midi après un long voyage depuis Mons, Audenarde et Deinze.

### 20 mai
Le régiment est toujours à Ruiselede en Poeke. Une dernière réorganisation fait que le régiment est de nouveau composé de 3 bataillons d’infanterie et 1 bataillon d’armes lourdes mais ces unités sont beaucoup plus petites qu’au 10 mai. Il est aussi décidé d’utiliser les nombreux vélos réquisitionnés pour transformer le peloton d’éclaireurs en une compagnie.
Le régiment compte alors 2 000 militaires (sur les 3750 prévus) et possède 24 mitrailleuses (sur 48), 7 canons antichars (sur 12) et 7 mortiers (sur 8). Juste avant le départ, il reçoit également quelques mitrailleuses Maxim.
En concertation avec les Britanniques, un changement de position sera effectué sur le Haut Escaut. Au sud d'Audenaarde, la 44e division d'infanterie britannique sera relevée par la 3e division d'infanterie belge entre Eine et Melden. Cependant, les régiments de la division sont toujours en pleine réorganisation et ne sont prêts à être déployés. Le changement sera donc reporté au 22 mai. Les 1er et 12e de ligne seront, par contre, envoyés à l'avance et devront commencer la marche de Wakken et Dentergem ce soir-là, à partir de 21h00, et ce pour raccourcir le trajet vers le Haut Escaut. Le quartier général de la division déménage également à Wakken durant la nuit.

### 21 mai
Les fantassins arrivent vers 01h00 dans la région de Wakken-Markegem où ils passeront le reste de la nuit. Initialement, il était prévu que les unités traversent la Lys la nuit suivante et qu’elles marchent vers Wortegem. Durant la halte à Wakken, de manière inattendue, une trentaine de soldats laissés à Namur retrouvent leur régiment.
Après la poussée allemande jusqu’à Abbeville sur la côte Atlantique, les armées alliées se retrouvent encerclées dans le nord de la France et dans les Flandres. Le haut-commandement allié décide, à la conférence d’Ypres le 21 mai, d’abandonner la ligne sur l’Escaut. En réaction, le commandement belge décidera le matin du 22 mai que ses troupes ne se retireront pas derrière l’Yser comme prévu mais maintiendront leurs positions le long de la Lys et de son canal de dérivation.

### 22 mai
Vers 02h00, le régiment reçoit l’ordre de partir vers Kuurne sur la Lys.
La 3e division d’infanterie reçoit la mission de déployer ses 3 régiments d’infanterie (1er, 12e et 25e régiments de lignes), le long de la rivière entre Ooigem (inclus) et Courtrai (exclus).
Les colonnes partent une heure plus tard et marchent de Wakken vers Kuurne via Wielsbeke, Ooigem et Bavikhove. Le peloton d’éclaireurs ouvre la marche, suivi des 1er, 3e et 2e bataillons. Les véhicules quitteront Wakken vers 06h00 et rouleront vers Stokerijhoek.
Après une marche de 12 km, le régiment commence à s’installer sur ses nouvelles positions le long de la Lys vers 08h00. Le régiment compte alors encore 2 000 hommes. La 3e division d’infanterie quant à elle peut compter sur un effectif de 6 000 hommes sur les 11000 du début de la campagne.
Le sous-secteur du régiment s’étend sur environ 3,1 km le long de la rive de la Lys et 2,8 km en ligne droite. Au nord du régiment, c’est le 25e régiment de ligne qui est déployé. Au sud démarre le sous-secteur britannique dans lequel, hormis quelques détachements décimés, il n’y a pas présence de troupes significatives.
Le nord de la zone britannique sera, après concertation entre les 2 états-majors, déplacé vers le sud. L’armée belge retirera sa 1re division d’infanterie de Gand pour la déployer entre Courtrai et Menin et ainsi permettre aux troupes expéditionnaires britanniques de faire la connexion entre le pont sur la Lys et Gand.
Le 12e de ligne devient ainsi responsable pour 4 passages sur la Lys :
- Le pont sur l’Overleiestraat qui mène de l’hôtel de ville à la gare d’Harelbeke.
- L’écluse d’Harelbeke près la petite péninsule formée par la Lys canalisée et la vieille Lys.
- Un pont militaire à 250 m au sud de l’écluse.
- Le pont sur la Vlasstraat.

Les soldats du 2e régiment de cyclistes-frontière sont déjà postés sur la rive du canal de la Lys, d’Harelbeke au quartier de Leiehoek à Kuurne. Les militaires du 12e de ligne qui viennent d’arriver creusent directement leurs tranchées le long de la Lys jusqu’à la limite avec Courtrai. Les éléments du 2e cyclistes-frontière quittent peu après leur position pour se placer en 3e ligne et former la réserve de la 3e division.
Le 1er bataillon se trouve à Kuurne sur la rive gauche alors que le 2e bataillon est sur la rive droite. Le 3e bataillon est quant à lui en seconde ligne. Au nord du 12e de ligne est placé le 25e de ligne et au sud le 24e de ligne. Juste en face du régiment sur la rive droite de la Lys se trouve la ville d’Harelbeke qui offre une couverture substantielle à l’ennemi.
Deux batteries du 3e régiment d’artillerie appuient le régiment avec 12 canons de 75 mm.

### 23 mai
Durant la nuit du 22 au 23 mai, les derniers britanniques traversent le canal et détruisent les ponts du secteur autour de Kuurne. Les destructions sont incomplètes et le génie belge doit terminer le travail durant la matinée.
Les positions belges le long de la Lys ont pris leur forme définitive.
Au nord, le 7e corps d’armée occupe la rive entre Deinze et Wielsbeke. Ce corps d’armée est formé de la 2e division de chasseurs ardennais (composée des 4e, 5e et 6e régiments de chasseurs ardennais) positionnée sur le secteur Deinze-Oeselgem. Le secteur Oeselgem-Wielsbeke est gardé quant à lui par la 8e division d’infanterie. À partir de Wielsbeke, les positions sont occupées par le 4e corps d’armée qui avec la 3e division d’infanterie (composée des 1er, 12e et 25e régiments de ligne) occupe le secteur Wielsbeke-Kuurne. La 1re division d’infanterie (composée des 3e, 4e et 24e régiments de ligne) est placée sur le dernier secteur, entre Courtrai et Menin. Au sud de Menin, se trouvent les positions britanniques. La 1re division de chasseurs ardennais et la 10e division d’infanterie des chasseurs à pieds sont en réserve.
Le village de Kuurne, avec près de 8 000 habitants est presque entièrement évacué étant donné que son centre ne se trouve qu’à 400 mètres des rives de la Lys et que la majorité des habitations se trouvent au milieu de la ligne de feu.
Juste après midi, les éclaireurs allemands atteignent Harelbeke et rapidement ensuite, les belges se trouvent pris sous le feu. Les ennemis s’installent avec des armes automatiques dans les greniers des habitations le long de la Lys. À 19h30, l’ensemble du 2e bataillon du 12e de ligne est au contact de l’ennemi. Les combats durent toute la nuit.

### 24 mai
L’ennemi tente de traverser la Lys à divers endroits. Une tête de pont est créée entre Courtrai et Menin ce jour-là, au détriment du 3e régiment de ligne. L’ennemi fait une tentative également à Harelbeke. Au matin, les Allemands font face aux restes des 12e et 25e régiments de ligne avec 4 régiments d’infanterie : les 11e, 30e, 51e et 101e. Ces régiments sont soutenus par un important groupe d’artillerie composé d’environ 300 canons de campagne.
À 14h40, l’ennemi tente également de traverser la rivière à Kuurne. Le 12e de ligne ne peut repousser l’attaque et doit laisser les Allemands envahir les rues de Kuurne vers 16h00.
Aux alentours de 18h30, ceux-ci débordent les premières lignes belges et une demi-heure plus tard, les batteries du 3e régiment d’artillerie sont contraintes de cesser le tir faute de munitions. Le 3e bataillon est désormais seul. Le colonel Gérard ordonnera finalement leur retraite vers 22h30.
Les fantassins belges parviennent à rompre le contact et à se retirer.
La 9e compagnie fournit l’arrière-garde et quitte en dernier Kuurne vers minuit pour entamer une marche de nuit de 20 km.
Le régiment est alors en action depuis 33 heures et doit laisser beaucoup de prisonniers et morts sur la Lys. Des 2 000 hommes environ qui les ont rejoints 2 jours plus tôt, il n’en reste alors que 600, 130 sont morts et les autres prisonniers ou perdus en chemin.
Après la tombée de la nuit, les quelque 600 survivants atteignent par petits groupes et à travers champs le Mandelbeek. Le régiment est totalement désorganisé. Les soldats quémandent à la population locale de la nourriture.
Les restes de la 3e division d’infanterie se retire cette nuit-là derrière le canal de Roulers.

### 25 mai
Durant la nuit, de nombreux rescapés bougent via les rives du Mandel vers Roulers dans l'espoir d'y trouver la paix. Le commandement du régiment atteint Lichtervelde et décide de s'y regrouper. De tous les environs, des détachements du 12e de ligne atteignent ce nouveau point de rassemblement. Les hommes sont réunis dans la cour du monastère de Lichtervelde et logés dans les dépendances.

### 26 mai
Au cours de la matinée, le colonel Gérard fait rassembler le régiment dans la cour de récréation de l'école rattachée au monastère. Il tente d'encourager ses hommes et les informe des nouveaux plans du Haut-Commandement qui est d’établir une ligne de défense autour de Roulers et Tielt. Le 12e qui est encore fort d’un unique bataillon est ajouté à la 16e division d'infanterie chargée de la défense de Tielt. La division se déploiera entre le kilomètre 13 de la ligne de chemin de fer Deinze-Tielt et la borne kilométrique 7 de la ligne ferroviaire Tielt-Ingelmunster.
Le 12e de ligne embarque dans des camions mais est bientôt attaqué par la Luftwaffe, ce qui ralenti le trajet vers Tielt.
Le régiment deviendra le deuxième d'un total de trois détachements qui seront un renfort du groupement tactique autour du 41e régiment de ligne qui défend le sous-secteur entre les kilomètres 13 et 10 de la ligne de chemin de fer Deinze-Ingelmunster.

### 27 mai
Il est en action autour de Tielt. Le bataillon est envoyé en renfort entre le flanc droit du 1er bataillon du 41e régiment de ligne et le flanc gauche du 1er bataillon du 42e régiment de ligne sur une zone autour de la Meulebeeksesteenweg et de l’Abelestraat.
Il y a des contacts sporadiques avec l’ennemi qui tente de rentrer dans Tielt par une route plus à l’est.
Les allemands tentent de convaincre les belges de se rendre via des tracts envoyés depuis leurs lignes.

### 28 mai
Jour de la capitulation. Les 250 hommes restant du régiment sont désarmés à Izegem. Le régiment est de facto dissous.
À l'issue de la campagne des 18 jours, les pertes du régiment se montent à environ 150 morts, 500 blessés et 800 prisonniers.

### Après-Guerre
Un bataillon est reformé en 1944 reprenant les traditions et se nommant 12e Bataillon de Ligne et ce jusqu'à un arrêté royal du 2 mai 1984 qui dispose que le 12e de Ligne portera désormais la dénomination de Prince Léopold pour devenir le 12e Bataillon de Ligne - Prince Léopold.
En 1993, il fusionne avec le 13e bataillon de ligne pour devenir le Régiment 12e de Ligne Prince Léopold - 13ede Ligne.

## Drapeau
Le drapeau fut remis à Gand le 12 janvier 1832 par le roi Léopold Ier.
Il porte les inscriptions suivantes :
- Liège
- Anvers
- Dixmude
- Yser
- Merckem
- Stadenberg
- La Lys
- Campagne 1914-1918
- La Lys 1940

Il porte également la fourragère aux couleurs de l'Ordre de Léopold de 2e classe.

## Organisation

### Mars 1831
- État-major du régiment
- 3 bataillons d’infanterie divisés en
  - État-major de bataillon
  - 1 Compagnie de grenadiers
  - 4 Compagnies de fusiliers
  - 1 Compagnie de voltigeurs
- 1 bataillon de dépôt

### Le 10 mai 1940
- 1 compagnie de commandement
- 1 compagnie médicale
- 1 peloton d'éclaireurs
- 3 bataillons divisés en :
  - 3 compagnies de fusiliers
  - 1 compagnie de mitrailleurs
- 1 bataillon divisé en :
  - 1 compagnie de mitrailleurs (13e)
  - 1 compagnie anti-chars (14e)
  - 1 compagnie de mortier (15e)

## Hommages
- Une rue de Mouscron et une de Verviers sont nommées Rue du Douzième de Ligne,
- Un square de Visé est nommé Square du Douzième de Ligne,
- Une avenue de Spa est nommée Avenue du 12e de Ligne Prince Léopold,
- Un boulevard de Liège est nommé Boulevard du Douzième de Ligne
- Une place de Herstal est nommée Place du Douzième de ligne,
- Une rue de Kuurne est nommée Twaalfde-Liniestraat .